# Патогенез
Патогене́з (др.-греч. πάθος «страдание, болезнь» + γένεσις «происхождение, возникновение») — механизм возникновения и развития заболеваний и их отдельных проявлений. Рассматривается на различных уровнях — от молекулярных нарушений, до нарушений в работе организма в целом. Изучая патогенез, медики выявляют, каким образом развивается заболевание.
Эволюция учения о патогенезе — крайне важная часть развития медицины в целом. Именно наличие описания патогенетических процессов на различных уровнях позволяло всё глубже проникать в причины развития заболеваний и подбирать для них всё более эффективную терапию. Вопросы патогенеза изучаются патологической физиологией, патологической анатомией, гистологией и биохимией, ни одна медицинская специальность не обходится без рассмотрения вопросов патогенеза. И, хотя количество типовых патогенетических процессов ограничено, их сочетания и соотношения выраженности их течения формируют уникальные клинические картины для множества известных заболеваний.
Зная типовые патогенетические реакции, их течение и взаимодействие между собой, становится возможным назначение адекватной терапии даже в тех случаях, когда диагноз заболевания ещё не установлен, но патологические изменения, происходящие в организме, чётко определяются. Таким образом, стала возможной стабилизация состояния больного до момента установки диагноза и начала этиотропной терапии.

## Общие сведения

### Главное звено
Это процесс, необходимый для развёртывания остальных и определяющий специфику болезни. На его своевременной ликвидации основано патогенетическое лечение, так как при этом болезнь не будет развиваться.

### Периоды
1. Латентный (в инфекционных болезнях — инкубационный);
2. Продромальный;
3. Выраженных клинических признаков;
4. Исход[2].

### Этиопатогенез
Из-за наличия взаимосвязи между этиологией и патогенезом, в медицинской литературе появился термин «этиопатогенез» (aetiopathogenesis, от греч. αἰτία — причина), определивший совокупность представлений о причинах и механизмах развития болезни, но, поскольку он способствовал смешению понятий причины и следствия в патологии, широкого распространения не получил.
Тем не менее, есть три общепризнанных варианта связи этиологии и патогенеза:
1. Этиологический фактор инициирует патогенез, сам при этом исчезая (ожог);
2. Этиологический фактор и патогенез сосуществуют (большинство инфекций);
3. Этиологический фактор персистирует, периодически инициируя патогенез (малярия).

Кроме того, зависимость патогенеза от этиологии можно продемонстрировать на примере причинно-следственных взаимоотношений:
1. «Прямая линия»: употребление большого количества жиров → атеросклероз → недостаточность венечного кровообращения → инфаркт миокарда → кардиогенный шок → смерть.
2. Разветвлённые типы (дивергенция и конвергенция).
3. Порочный круг.

### Специфические и неспецифические механизмы
1. Специфические — зависящие от свойств этиологии, определяют основные характеристики болезни и лежат в основе её диагностики.
2. Неспецифические — генетически обусловленные в процессе эволюции механизмы стандартного ответа организма на любой патогенный фактор, способствующие увеличению резистентности к повреждению[4].
  1. Нервные (парабиоз, патологическая доминанта, нарушения корково-висцеральных отношений, нейродистрофический процесс).
  2. Эндокринные (стресс).

### Местные и общие явления
1. Первично-местные, при соответствующих условиях ведущие к общим (воспаление).
2. Первично-общие, проявляющиеся в том числе и местными (общие — сахарный диабет, ведут к местным: фурункулёз, диабетическая ретинопатия, диабетическая полинейропатия, диабетическая нефропатия, диабетическая стопа[4].